# Tálamo (arquitectura)

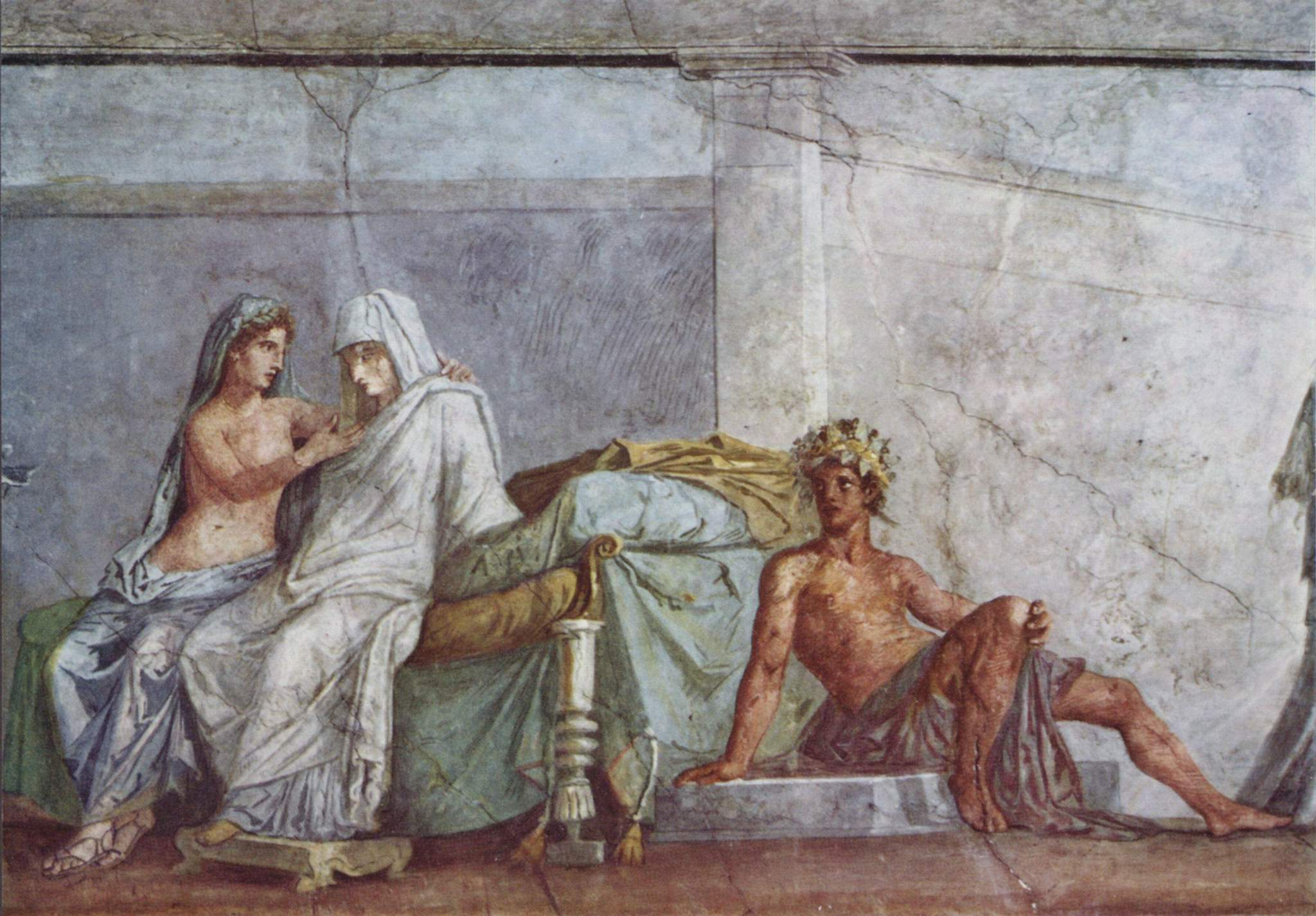
Fresco Aldobrandini con escena de tálamo nupcial, en los Museos Vaticanos

En arquitectura de la Grecia arcaica, la palabra tálamo (en griego θάλαμος), sirve para designar la habitación situada más al interior de una casa. Generalmente era en este espacio donde se guardaban los objetos más valiosos.
En el mundo greco-romano la palabra se usará para asignar el lecho nupcial.